# Alain-Guillaume Bunyoni
Alain-Guillaume Bunyoni (n. 23 aprilie 1972, Zone of Kanyosha⁠(d), Bujumbura Mairie, Burundi) este un politician burundian care ocupă funcția de prim-ministru al Burundi din 23 iunie 2020. Înainte de aceasta, din 2015 până în 2020, a fost ministru al securității interne în guvernul Burundi.

## Viața timpurie și educația
Bunyoni s-a născut la 23 aprilie 1972 în comuna Kanyosha, în provincia Bujumbura Mairie. A absolvit Universitatea din Burundi, unde a apărut pe lista absolvenților în 1994, dar nu a participat la ceremonie. În schimb, s-a alăturat luptelor care au izbucnit, în urma asasinării președintelui Melchior Ndadaye. A fost membru al forței de luptă a Forțelor pentru Apărarea Democrației.

## Cariera politică
În 2003, Consiliul Național pentru Apărarea Democrației - Forțele pentru Apărarea Democrației a ajuns la un acord de încetare a focului cu ceilalți combatanți din războiul civil din Burundi. Din 2004 până în 2005, Bunyoni a fost echivalentul inspectorului general al noii forțe de poliție. Din 2005 până în 2007, a ocupat funcția de șef al poliției din Burundi.
Între 2007 și 2011, Bunyoni a ocupat funcția de ministru al securității interne, rol la care a revenit între 2015 și 2020. Din 2011 până în 2014, Alain-Guillaume Bunyoni a fost numit șef al Biroului ministrului afacerilor civile din biroul președintelui.
La 23 iunie 2020, Parlamentul din Burundi a votat să accepte nominalizarea lui Alain-Guillaume Bunyoni, de către Évariste Ndayishimiye, noul președinte ales, ca al optulea prim-ministru al Burundi. El a depus jurământul în funcție în fața președintelui Burundi.
În aprilie 2023, poliția din Burundi îl caută pe Bunyoni, dar, avertizat de arestarea sa iminentă, acesta fuge. Faptele presupuse nu sunt cunoscute. În cele din urmă, a fost arestat pe 23 aprilie, de ziua lui. Arhivat în 23 aprilie 2023, la Wayback Machine..